# (6298) 1988 XC
(6298) 1988 XC (1988 XC, 1973 AX3, 1977 VU1) — астероїд головного поясу.
Тіссеранів параметр щодо Юпітера — 3,159.